# 애크리슈어 스타디움
애크리슈어 스타디움(Acrisure Stadium, 이전 명칭: 하인츠 필드/Heinz Field)는 미국 펜실베이니아주 피츠버그에 있는 경기장이다. NFL 피츠버그 스틸러스, NCAA 대학 미식 축구 피츠버그 대학교 미식축구팀의 홈 구장이다. 스틸러스는 스리 리버스 스타디움을 본거지로하고 있었지만, MLB 피츠버그 파이리츠와 공유했기 때문에, 1996년에 각각 다른 새로운 구장을 건설하는 계획이 일어섰다. 1999년 6월에 건설이 시작되어 2년 후에 완성되었다. 이로써 스리 리버스 스타디움은 폭파 해체되고 그 부지는 주차장이 되었다. 그 주차장을 사이에 둔 맞은편에 파이어리츠의 본거지 PNC 파크가 있다.